# Al-Burajmí (guvernorát)
Al-Burajmí (arabsky البريمي‎ ) je ománský guvernorát situovaný na severozápadě země. Na východě hraničí s guvernorátem Severní al-Bátina, na jihu s az-Záhira a na západě a severu se Spojenými arabskými emiráty. Správním městem je al-Burajmí. Guvernorát se dále dělí na tři vilájety, jimiž jsou al-Burajmi, Mahza a As-Sinajna, který byl vytvořen ze dvou předchozích. Guvernorát al-Burajmí z částí regionu az-Záhira. Počet obyvatel je přibližně 122 tisíc.